# Lear Corporation
Lear Corporation er en multinational amerikansk producent af bilsæder og elektriske systemer som underleverandør til bilindustrien. I 2017 havde de en omsætning på 20,467 mia. US$ samt 174.000 ansatte.
Lear Corporation blev etableret som American Metal Products i 1917 i Detroit, Michigan. Fra starten af producerede de metaldele til luftfartindustrien og bilindustrien.